# Ude
Ude (gruz. უდე) – wieś w Gruzji, w regionie Samcche-Dżawachetia, w gminie Adigeni. W 2014 roku liczyła 2728 mieszkańców.

## Urodzeni
- Iwane Merabiszwili